# 안잠
안잠(Anjaam)은 인도에서 제작된 라울 라웨일 감독의 1994년 영화이다. 마두리 딕시 등이 주연으로 출연하였다.

## 줄거리
시바니 초프라는 에어 인디아의 스튜어디스다. 그녀는 여동생 파드미샤와 형부 모한랄과 함께 사는데, 모한랄은 술주정뱅이이며 경마에 돈을 몽땅 건다. 시바니는 부유한 사업가인 비제이 아그니호트리를 만나고, 비제이는 즉시 그녀에게 반하지만 시바니는 그에게 아무런 관심도 보이지 않는다. 비제이는 가족 사업체의 소유주로, 처음에는 시바니를 그들의 모델로 고용하려 하지만 그녀는 전혀 고려하지 않는다. 그는 계속해서 그녀를 자신의 연인으로 삼으려 하지만 매번 거절당한다. 비제이는 어머니 파드마에게 시바니와만 결혼할 것이라고 말한다.
그들이 시바니의 가족에게 결혼을 청하러 갔을 때, 시바니가 이미 에어 인디아 파일럿인 아쇼크 초프라와 결혼하고 있음을 알게 된다. 비제이는 상심하고 충격받으며 실망하지만, 시바니와 아쇼크는 결혼 직후 발령을 받아 미국으로 이주한다.
4년 후, 비제이는 시바니를 잊지 못하고 어머니가 가져온 모든 결혼 제안을 거절한다. 시바니와 아쇼크에게는 딸 핑키가 있다. 시바니는 스튜어디스 일을 그만두고 정신 및 신체 장애인 병원에서 자원봉사를 시작한다. 비제이는 시바니에게 더 가까이 다가가기 위해 아쇼크와 친구가 된다. 그는 자신의 항공사를 시작할 계획을 세우고, 아쇼크를 높은 연봉의 총지배인으로 고용한다. 비제이의 의도를 모르는 아쇼크는 비제이의 진짜 모습을 설득하려는 시바니를 믿지 않는다.
비제이는 시바니와 아쇼크에게 새 회사 집을 준다. 이사 후, 시바니는 자신이 임신했다는 것을 알게 된다. 그녀는 남편과 소식을 나누지만 비제이가 끼어들어, 자신이 시바니의 사진을 새 항공사의 광고로 사용했다고 밝힌다. 이에 격분한 시바니는 비제이에게 떠나라고 요구하고, 아쇼크에게도 새 집과 직장을 그만두고 대신 자신이 가족을 부양하겠다고 주장한다.
모욕감과 분노에 찬 아쇼크는 시바니를 때리고 의절하며, 시바니는 집을 떠나게 된다. 이를 목격한 비제이는 발작을 일으키며 아쇼크를 심하게 폭행한다. 아쇼크가 병원에 입원했을 때, 비제이는 시바니가 보는 앞에서 아쇼크의 산소 마스크를 제거하여 그를 죽인다. 그녀는 경찰에게 비제이가 아쇼크의 죽음에 책임이 있다고 설득하려 한다.
그러나 비제이는 친구 아르준 싱 경관에게 알리바이를 제공하도록 뇌물을 주고 기소되지 않는다. 아르준이 그에게 자신이 한 일이 잘못되었다고 말함에도 불구하고, 비제이는 시바니에 대한 생각을 멈추거나 포기하기를 거부한다. 그동안 그는 시바니를 방문하여 자신을 사랑한다고 말해달라고 애원한다. 그녀가 거부하자 그는 자신을 때리고 자신이 살인 미수를 당한 것처럼 꾸민다. 그녀는 자신의 무죄를 증명할 수 없어 3년형을 선고받는다. 핑키는 파드미샤와 모한랄의 보살핌을 받게 된다. 모한랄은 아내를 학대하고 핑키를 짐이라고 부른다.
시바니는 지참금 사건으로 살인 누명을 쓴 감방 동료 니샤를 만난다. 그들은 잔인한 교도소장의 감시 아래 감옥에서 고통을 나눈다. 교도소장은 밤에 정치 지도자들을 위해 재소자들을 강제로 성매매시킨다. 감옥에서 탈출하려는 시도 중, 그녀는 교도관의 잔인함에 대해 불평하지만 그녀의 탄원은 무시된다. 대신 아르준 경관은 교도소장에게 그녀의 불법 활동에 대해 불평한 사람이 시바니였다고 밝힌다.
모한랄은 파드미샤에게 핑키를 의절하라고 강요하지만 그녀는 거부한다. 이에 모한랄은 파드미샤와 핑키 둘 다 쫓아낸다. 비제이는 시바니의 여동생과 딸을 차로 치어 사고로 죽인다. 시바니는 그들의 죽음에 대해 알게 되고 비제이가 그들을 죽인 사람임을 깨닫는다. 그녀는 가족을 복수하기 위해 어떤 수단도 가리지 않기로 결심한다. 이전에 비제이는 시바니에게 감옥을 풀어주겠다고 약속하며 (그리고 그녀의 이름과 같은 다른 여자와의 관계에 대한 소식도 전하며) 감옥에 찾아오지만 시바니는 여전히 거절한다.
어느 날, 시바니는 밤을 보낼 재소자를 데리러 온 정치인들의 방문 중에 구토를 한다. 교도관은 시바니가 방문으로 인해 임신했다는 것을 알게 되자, 그녀를 심하게 폭행하고 어두운 독방에 던져넣어 유산을 하게 한다. 모든 사랑하는 이들을 잃은 시바니는 세상에 무감각해졌다. 그녀가 살아야 할 유일한 동기는 이제 자신에게 잘못을 저지른 모든 사람들에게 복수하는 것이었다.
그녀는 교도소에서 밤샘 예배 행사를 계획하여 자신에게 알리바이를 만들면서 교도관부터 시작한다. 시바니는 몰래 빠져나가 교도소장을 교수대로 끌고 가서 목을 매달아 죽인다. 증거가 없고 강력한 알리바이가 있어 시바니는 유죄 판결을 받지 않는다.
3년 후, 시바니는 감옥에서 풀려난다. 먼저 그녀는 루피 지폐로 모한랄의 목을 졸라 죽이고 그의 팔에서 상당량의 살을 뜯어낸다. 아르준 경관은 시바니를 살인범으로 의심한다. 시바니가 딸의 무덤에서 슬퍼하고 있을 때, 아르준 경관은 그녀의 무덤을 밟고 무례하게 그녀를 가로막는다. 그는 그녀를 쫓아가 헛간에서 그녀를 강간하려 한다. 그러나 시바니는 그를 제압하고 헛간에 불을 질러 그를 죽게 내버려 둔다.
시바니는 비제이의 집을 방문하지만 비제이와 그의 어머니가 2년 전에 그곳을 떠났다는 것을 알게 된다. 그녀는 예전에 자원봉사했던 병원에서 장애인들을 섬기는 데 자신의 삶을 바치기로 결심한다. 그곳의 의사는 그녀에게 티캄가르에 있는 새 요양원에 머물 것을 제안했다. 그녀가 그곳에 도착했을 때, 그 요양원이 비제이의 어머니가 지은 것임을 알게 된다. 시바니는 시바니의 여동생과 딸을 죽인 교통사고로 인해 몸을 움직일 수 없게 된 마비 상태의 비제이를 요양원에서 발견한다. 그녀는 그를 재활시키는 데 자원한다.
비제이는 시바니의 사랑과 관심으로 치유된다. 비제이는 시바니에게 다시 한번 자신을 사랑한다고 말하고 자신과 결혼해달라고 말한다. 시바니는 그를 안아준 뒤 칼로 찌른다. 그녀는 그를 한 가지 목적을 위해 간호했다고 고백한다. 즉, 무력한 사람을 죽이는 것은 죄이기 때문에 그를 죽이기 위해서였다고. 그들의 몸싸움 중에 그들은 비제이가 시바니의 발에 매달린 채 절벽에 매달리게 된다. 비제이는 자신이 떨어져 죽으면 시바니도 함께 데려갈 것이라고 말한다. 시바니는 자신이 사는 것보다 비제이가 죽는 것이 더 중요하다고 판단하고 손을 놓아 둘 다 떨어져 죽는다.

## 출연

### 주연
- 마두리 딕시
- 샤룩 칸

### 조연
- 티누 아난드
- 자니 레버
- 히마니 시브푸리
- 비나 바네르지
- 간시암 로헤라
- 디네시 힌구

## 제작진
- 의상: 고리 칸